# خانه اپرای خدیوی
خانه اپرای خدیوی یا خانه اپرای سلطنتی (به عربی: ذکر القوبرا الخديوية) خانه اپرا در قاهره، قدیمی ترین خانه اپرا در تمام آفریقا است. در ۱ نوامبر ۱۸۶۹ افتتاح شد و در ۲۸ اکتبر ۱۹۷۱ آتش گرفت.

خانه اپرا به دستور خدیو اسماعیل برای جشن افتتاح کانال سوئز ساخته شد.  معمار ایتالیایی پیترو آووسکانی (شاید با کمک ماریو روسی) این ساختمان را طراحی کرد.  تقریباً ۸۵۰ نفر در ساخت این ساختمان حضور داشتند، بیشتر این خانه اپرا از چوب ساخته شده بود.
این ساختمان در ناحیه ازبکیه و اسماعیلیه در پایتخت مصر قرار داشت.

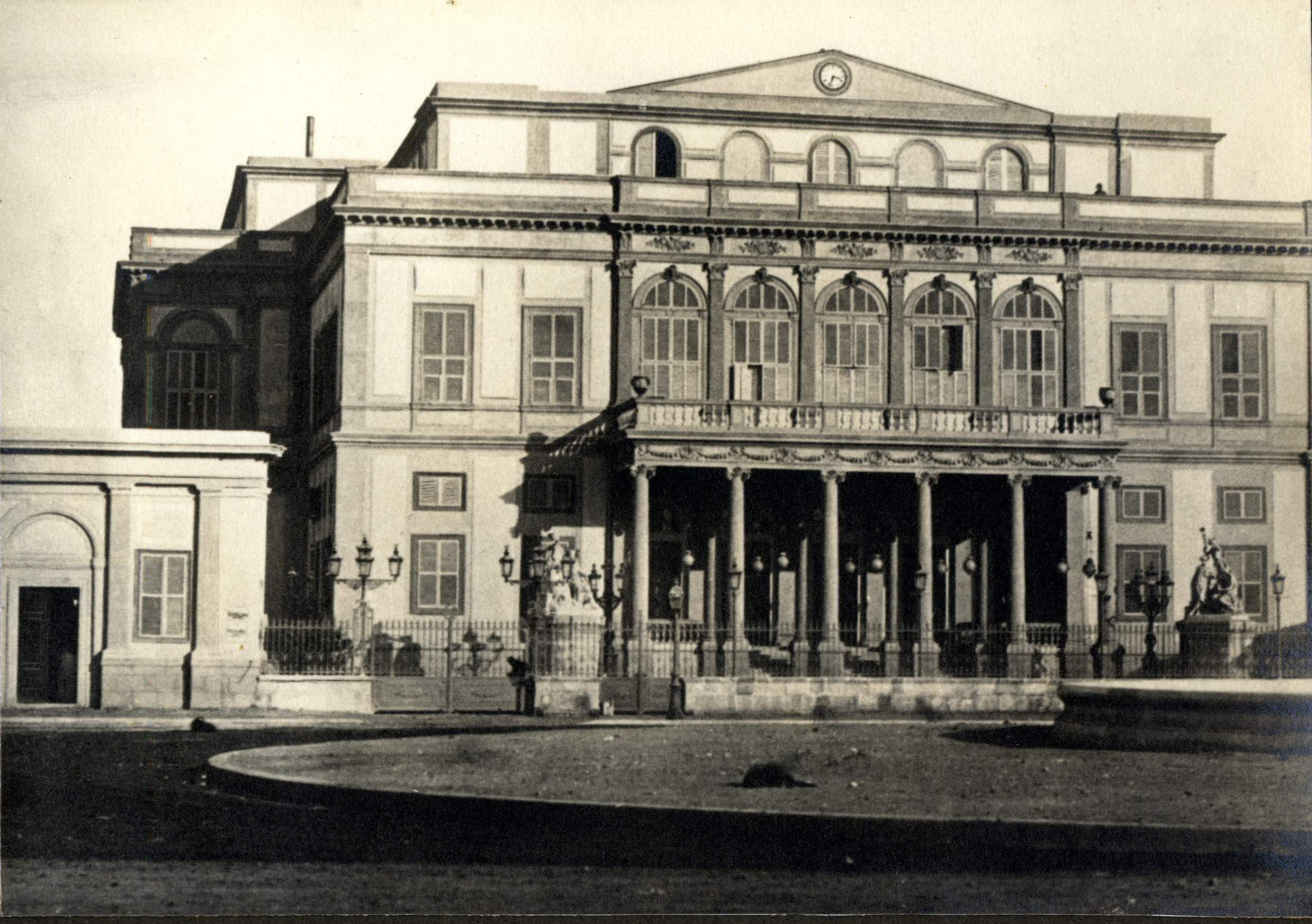
خانه اپرای خدیوی در ۱۸۶۹